# La Macarena (Meta)
La Macarena is een gemeente in het Colombiaanse departement Meta. De gemeente van 11.229 km² telt 25.079 inwoners (2005). In de gemeente ligt de toeristische trekpleister Caño Cristales.
- Virtual International Authority File: 248266061
- WorldCat: E39PCjxwrw8fW73QdP66Pm7H3P

Acacías · Barranca de Upía · Cabuyaro · Castilla la Nueva · Cubarral · Cumaral · El Calvario · El Castillo · El Dorado · Fuente de Oro · Granada · Guamal · La Macarena · Lejanías · Mapiripán · Mesetas · Puerto Concordia · Puerto Gaitán · Puerto Lleras · Puerto López · Puerto Rico · Restrepo · San Carlos de Guaroa · San Juan de Arama · San Juanito · San Martín · Uribe · Villavicencio · Vista Hermosa